# Эгон Шиле: Смерть и дева
«Эгон Шиле: Смерть и дева» (нем. Egon Schiele: Tod und Mädchen) — художественный фильм 2016 года.

## Сюжет
В начале XX века Эгон Шиле является одним из самых провокационных и противоречивых художников Вены. Его искусство вдохновлено прекрасными женщинами и эпохой, которая подходит к концу. Две женщины обусловят его жизнь и его художественное выражение: его сестра и его первая муза, вероятно, единственная настоящая любовь Шиле, увековеченная в его знаменитой картине «Смерть и дева». В то время как картины Шиле производят скандал в венском обществе, дальновидные коллекционеры и уже известные художники, такие как Густав Климт, начинают признавать исключительную ценность провокационного и мучительного искусства молодого человека.
Шиле погружается в глубину своего экзистенциального дискомфорта, жертвуя своим искусством, любовью и жизнью.